# Pfropfschnitt

Drillingspfropf

Der Pfropfschnitt  ist in der Heraldik ein Heroldsbild und lässt eine einfache Wappenschnittteilung zu.
Dargestellt wird mittig an der Teilungslinie ein Halbkreisausschnitt in Richtung Schildhaupt. Die Farbe gleicht der des unteren Feldes.
Das Element „Pfropf“ ist namensgebend für die möglichen Abarten. Befinden sich zwei bzw. drei Halbkreisausschnitte an der Trennungslinie, wird es zum Doppel- bzw. zum Drillingspfropf.
Eine größere Anzahl des Elementes wird nicht mehr gezählt und es ist dann eine Pfropfteilung zu beschreiben.
Ein Pfahl mit beiderseitigem Einschnitt in Richtung Schildrand (Aufwölbung) in gleicher Höhe wird als Pfropfpfahl blasoniert. Der Balken wird zum Pfropf- oder Knotenbalken.
Sind bei einer Zinnenschnittteilung die Zinnen mit je einer solchen halbrunden Erhöhung versehen, ist es eine Pfropfzinnenteilung.
Sind die Kreuzarmenden mit diesen Halbkugeln versehen, wird das Kreuz zum Pfropfkreuz; vorrangig wird so das gemeine Kreuz verändert.
Das Gegenstück dieses Heroldsbildes ist der Jochschnitt.